# Sipa (przełęcz)
Sipa (609 m), też Kozia Przełęcz – szerokie siodło między szczytami Kołowrót i Kozia Góra w Paśmie Klimczoka i Szyndzielni w Beskidzie Śląskim. Znajduje się w grzbiecie ograniczającym od północy dolinę Białki.
Rejon przełęczy i jej stoki porasta las. Grzbietem przez przełęcz biegnie granica między należącą do Bielska-Białej dzielnicą Olszówka a wsią Bystra w województwie śląskim, w powiecie bielskim.
Przez przełęcz biegnie żółty szlak turystyczny z Olszówki Dolnej na Szyndzielnię oraz dawny czarny szlak narciarski spod Kołowrotu do Cygańskiego Lasu.